# آنية طهو
الطناجر أو أواني الطهي والخبز أوعية تستخدم في المطابخ لتجهيز الطعام.
ومن أوعية الطهي الكسرولة ومقلاة الموقد.
أما أوعية الخبز فتستخدام داخل الفرن.

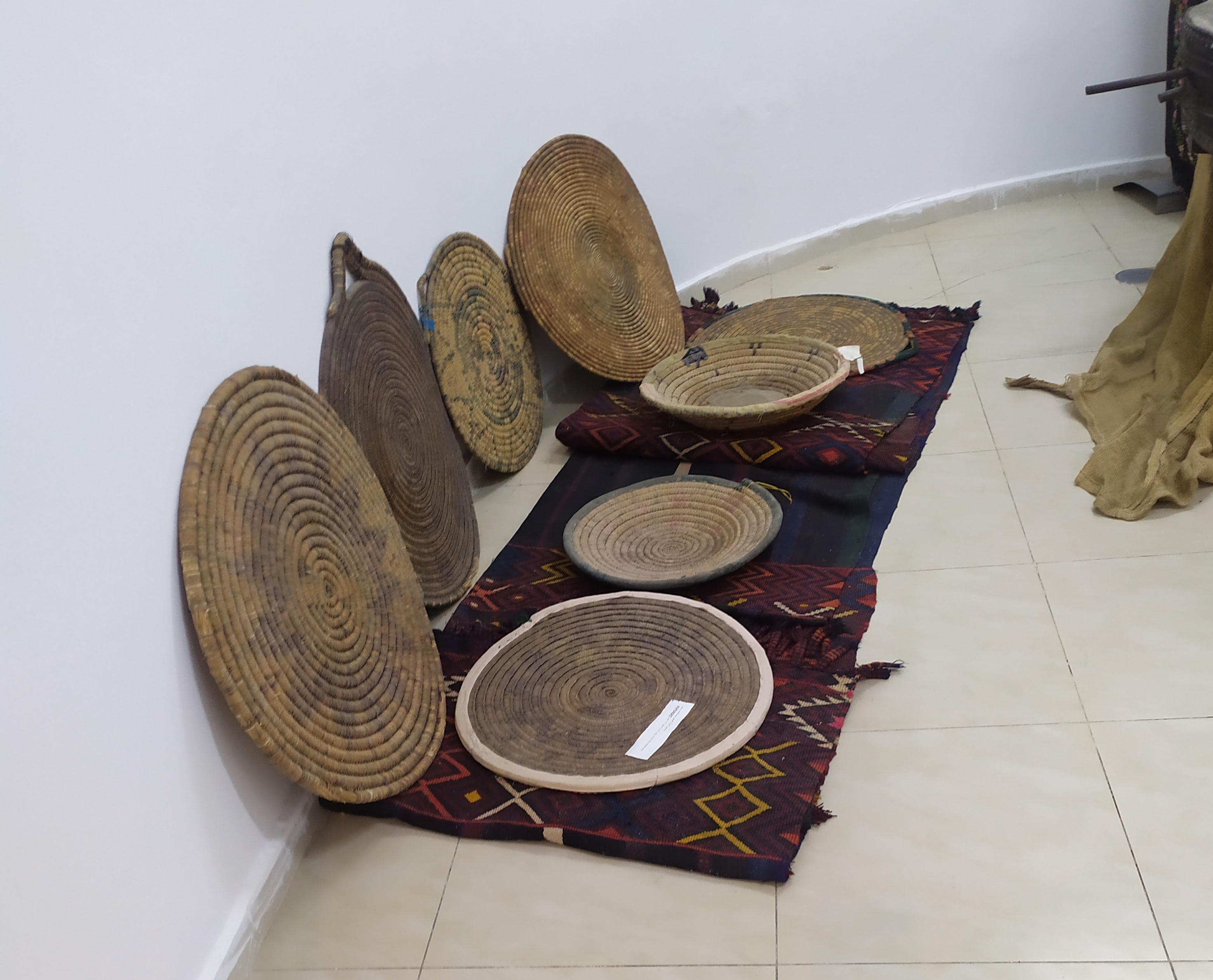
أواني لحفظ الطعام والخبز مصنوعة من قش القمح - متحف دورا

هناك تأثير بارز عند اختيار مادة عناصر أواني الطهي والخبز على أداء العنصر (والتكلفة)، خاصة من حيث التوصيل الحراري ومقدار المادة اللاصقة للطعام في العنصر عند استخدامه. تتطلب بعض المواد أيضًا التجهيز المسبق لسطحها أي رشها بالتوابل قبل استخدامها في تجهيز الطعام.
أكثر المواد استخداما الألمنيوم لعدة أسباب الثمن الزهيد، التوصيل الحراري العالي، مقاومته للعوامل الجوية . يستخدم الألمنيوم بمفرده أو بمشاركة مواد أخرى مثل التفلون أو الفولاذ المقاوم للصدأ.

## التأثيل
طنجرة كلمة ذات أصل تركي عثماني من «تنجره» وتعني قِدرًا من نحاس أو غيره.

## الأسماء
- الحلة
- الطاسة
- الطنجرة
- المقلاة

### في القرآن
- قِدْر: إناء طبخ، والقِدْر كلمة تؤنّث وتُذكّر.[2]
- سكِّين.

## معلومات تاريخية

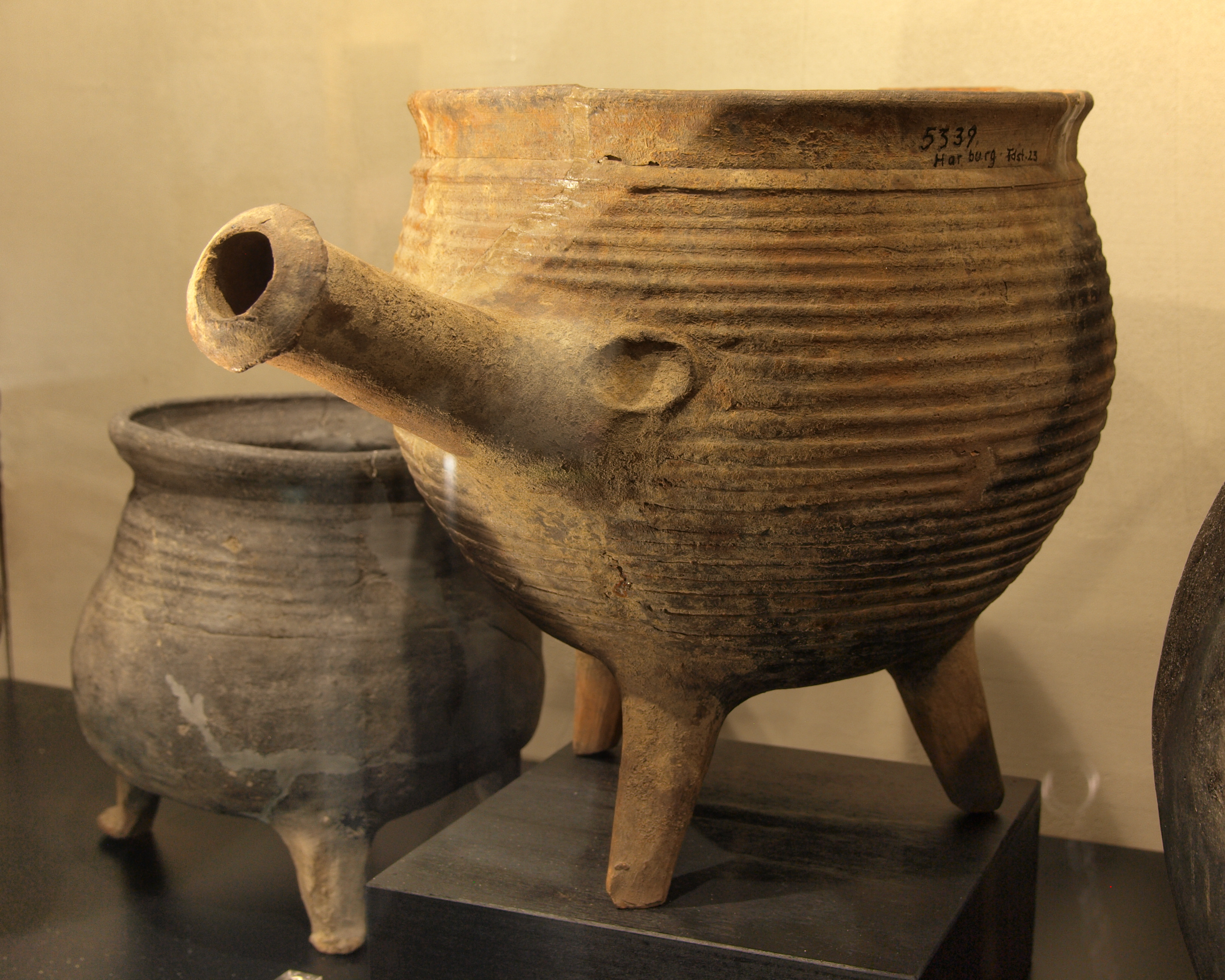
وعاءان للطبخ (جرابين) (Grapen) من العصور الوسطى في هامبورغ 1200-1400 ميلاديًا

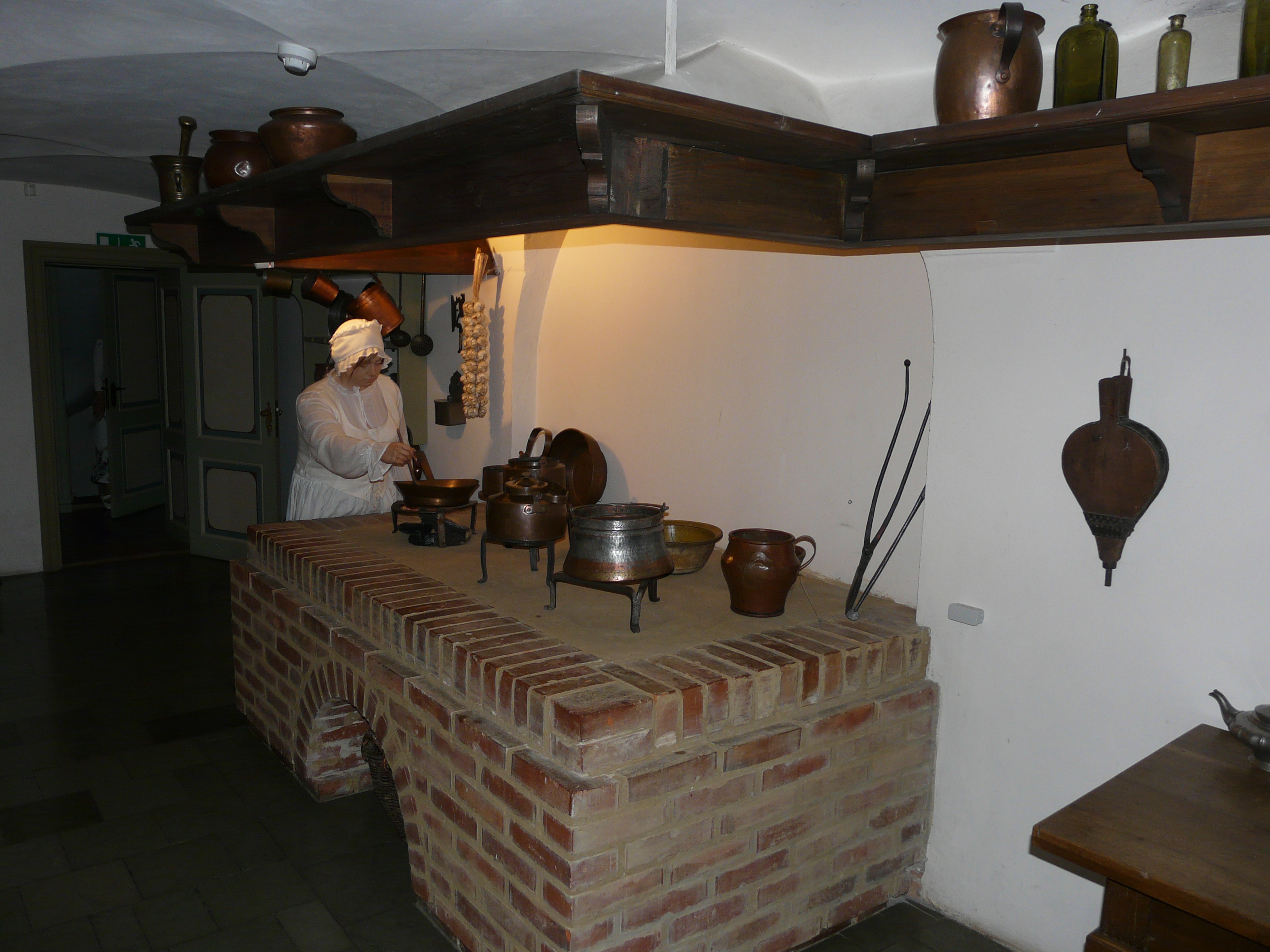
مطبخ في منزل أوفاجين (Uphagen House) في سوق التجار الكبير، غدانسك (Gdańsk)، بولندا

هناك معلومات تاريخية قليلة عن أواني الطهي قبل ابتكار الأواني الفخارية بسبب الأدلة الأثرية المحدودة. كان يُمكن تقدير التطورات المحتملة اعتمادًا على الأساليب التي استخدمها القدماء. من بين أوائل التقنيات التي يُعتقد أنها استخدمت في حضارات العصر الحجري التي مهدت الطريق للتطورات الأساسية التي طرأت على أساليب الشوي. إضافة إلى تعريض الطعام للحرارة المباشرة من فتحة اللهب أو الجمر الساخن، فمن الممكن تغطية الطعام بالصلصال أو الأوراق الكبيرة قبل الشوي للحفاظ على الرطوبة في الأكل المطبوخ. وقد حافظت العديد من المطابخ الحديثة على نماذج من أساليب مشابهة.
كان العثور على طريقة لغلي الماء من أكثر الصعوبات التي واجهت القدماء. بالنسبة للشعوب التي لم تتوفر لديهم مصادر المياه المغلية الطبيعية، مثل الينابيع الحارة، كان يمكن وضع الأحجار الساخنة في الأوعية المليئة بالمياه لزيادة درجة الحرارة (على سبيل المثال، الحفرة المبطنة بالأوراق أو معدة الحيوانات التي يذبحها الصيادون). في العديد من الأماكن، كانت أصداف السلاحف أو الرخويات الكبيرة تُستخدم كمصدر لأواني الطبخ المليئة بالمياه. وكانت عيدان الخيزران المسدودة بالطين تُستخدم على الأطراف كحاوية قابلة للاستخدام في آسيا، بينما بدأ سكان وادي تهواكان (Tehuacan) في نحت الأوعية الحجرية الكبيرة المستخدمة بطريقة دائمة على الموقد في بداية عام 7000 قبل الميلاد.
وقد سمح ابتكار الفخار بتصميم أوعية الطبخ ذات الأشكال والأحجام المختلفة والتي تتحمل درجات الحرارة العالية. وقد سمح تطور مهارات صناعة معادن مثل البرونز والحديد بتصنيع أدوات الطهي من هذه المعادن، على الرغم من ندرة الاعتماد على أدوات الطهي الجديدة نظرًا لتكلفتها العالية جدًا. بعد ابتكار أدوات الطهي المعدنية، كان هناك تطور جديد ولكنه ضئيل لأدوات الطهي، حيث كان مطبخ العصور الوسطى القياسي يستخدم المرجل ووعاء الفخار الضحل في معظم أعمال الطبخ، بجانب الشيش للشوي.
وبحلول القرن السابع عشر، اشتهر في المطبخ الغربي استخدام عدد من المقالي وأوعية الخبز، والغلايات والعديد من الأوعية، بجانب مجموعة متنوعة من مقابض وركائز الأوعية.